# Mohammed (voornaam)
Mohammed (Engels: Muhammad, Frans: Mahomet) is een veelvoorkomende Arabische voornaam met de betekenis "de geprezene". Het is ook de naam van de profeet Mohammed. Buiten de Arabische wereld zijn verschillende verbasteringen van de naam zoals het Indische Mahmood. De veelgebruikte Turkse verbastering Mehmed heeft dezelfde betekenis; de letterlijke Turkse transliteratie Muhammet was lange tijd verboden maar komt tegenwoordig weer incidenteel voor. Magomed en Makhambet worden vooral door Centraal-Aziatische Turken gebruikt. De Afro-Aziatische stam H-M-D betekent prijzing en komt terug in veel woorden in het Hebreeuws en het Arabisch.

## In Nederland
In de vier grote Nederlandse steden staat zowel de voornaam Mohammed als de spelling Mohamed in de top vijf van populairste jongensnamen voor baby's. Worden de vier meest voorkomende spellingen van de naam samengevoegd, dus zonder Turkse verbasteringen zoals Mehmed, dan staat de naam van de profeet in heel Nederland op de 16e plaats

## Personen met deze naam

### Religieuze leiders
- Mohammed, laatste profeet in de islam
- Mohammed Abdoe (1849-1905), Egyptisch hervormer van de islam
- Mohammed al-Mahdi (869-?), twaalfde imam en beter bekend als de mahdi
- Mohammed Qutb (na 1906), Egyptisch-islamitisch geestelijke

### Heersers
- Mohammed van Ghazni (998-1041), sultan van de Ghaznaviden
- Mohammed Ali van Egypte (1769–1849), Egyptisch heerser

Marokko
- Mohammed I (??), sultan van Marokko (1631-1635)
- Mohammed II (??), sultan van Marokko (1635-1664)
- Mohammed III (1710-1790), sultan van Marokko (1757/9-1790)
- Mohammed IV (1802-1873), sultan van Marokko (1859-1873)
- Mohammed V (1909-1961), sultan (1927-1953) en koning van Marokko (1955-1961)
- Mohammed VI (1963), huidige koning van Marokko

Ottomaanse Rijk (sultans)
- Mehmet I (1389-1421)
- Mehmet II (1432-1481), veroveraar van Constantinopel (1453)
- Mehmet III (1566-1603)
- Mehmet IV (1642-1693)
- Mehmet V (1844-1918)
- Mehmet VI (1861-1926), laatste sultan

### Sport
- Mohamed Abo Treka (1978), Egyptisch voetballer
- Muhammad Ali (1942), aangenomen naam van de Amerikaanse bokser Cassius Clay
- Mohamed Ali (1989), Nederlands atleet van Somalische afkomst
- Mohamed Alí Amar (Nayim) (1966), Marokkaans voetballer
- Mohammed Mourhit (1970), Belgisch langeafstandsloper

### Overige personen
- Mohammed Farrah Aidid (1934-1996), Somalisch politicus en dictator
- Mohammed Abdel Wahab (ca. begin 20e eeuw-1991), Egyptisch componist, acteur, zanger en musicus
- Mohammed Akbar Khan (1813-1845), Afghaanse legercommandant
- Mohammed Atef (1944?-2001), Egyptisch terrorist
- Mohammed Atta (1968-2001), Egyptisch terrorist
- Mohammed el-Baradei (1942), Egyptisch diplomaat en hoofd van de IAEA
- Mohammed Boukourna (1956), Belgisch parlementariër
- Mohammed Bouyeri (1978), Nederlands terrorist
- Mohamed Al-Fayed (1933), Egyptisch ondernemer
- Mohamed el-Fers (1950), Nederlands kunstenaar en schrijver
- Mohammed Mossadeq (1882-1967), Iraans politicus
- Mohammed Reza Pahlavi (1919-1980), voormalig sjah van Iran
- Mohamed Rabbae (1941), Nederlands parlementariër
- Mohammed Sacirbey (1956), Bosnisch diplomaat
- Mohammed Saïd al-Sahaf (1940), Iraaks Minister van Informatie onder Saddam Hoessein

- Mohammed
- Mohammed-Cartoons
- Mohammed-cartoons
- Mohammed-moskee (Bermuda)
- Mohammed (historisch-kritisch benaderd)
- Mohammed (hoofdbetekenis)
- Mohammed (profeet)
- Mohammed (profeet van Allah)
- Mohammed (traditioneel Islamitisch gezien)
- Mohammed (voornaam)
- Mohammed Abdel Wahab
- Mohammed Abdelhak Zakaria
- Mohammed Abdelkrim El Khattabi
- Mohammed Abdellaoue
- Mohammed Abdoe
- Mohammed Abdoeh
- Mohammed Abdouh
- Mohammed Abduh
- Mohammed Abdulla Mohamed
- Mohammed Abdullah Hassan
- Mohammed Abo Treka
- Mohammed Abu
- Mohammed Abu Abdallah
- Mohammed Abubakari
- Mohammed Abukhousa
- Mohammed Achik
- Mohammed Achmed Vizaro Mussulmo
- Mohammed Adel
- Mohammed Adel (6 aprilbeweging)
- Mohammed Adel (activist)
- Mohammed Adel Amr Ali
- Mohammed Adiq Husainie Othman
- Mohammed Afzal Khan
- Mohammed Ahansal
- Mohammed Ahmad Hussein
- Mohammed Ahmad ibn Abd Allah
- Mohammed Ahmed Ben Bella
- Mohammed Ajnane
- Mohammed Ajoeb Khan
- Mohammed Akbar
- Mohammed Akbar Khan
- Mohammed Al-Breik
- Mohammed Al-Burayk
- Mohammed Al-Deayea
- Mohammed Al-Fayed
- Mohammed Al-Hakim
- Mohammed Al-Hamadstadion
- Mohammed Al-Owais
- Mohammed Al-Sahlawi
- Mohammed Al-Shafi'i
- Mohammed Al Ameen-moskee
- Mohammed Al Hakim
- Mohammed Ali
- Mohammed Ali (Egypte)
- Mohammed Ali Jinnah
- Mohammed Ali Pasha
- Mohammed Ali Pasja
- Mohammed Ali Yeral
- Mohammed Ali van Egypte
- Mohammed Aliyu Datti
- Mohammed Allach
- Mohammed Aman
- Mohammed Aman (athlete)
- Mohammed Amin Doudah
- Mohammed Amin al-Husseini
- Mohammed Amine
- Mohammed Amine Ennali
- Mohammed Aminu
- Mohammed Amyn
- Mohammed Anwar al-Sadat
- Mohammed Aoulad
- Mohammed Aslam
- Mohammed Atef
- Mohammed Atta
- Mohammed Awzal
- Mohammed Aydin
- Mohammed Ayub Khan
- Mohammed Azaay
- Mohammed Aïssaoui
- Mohammed B
- Mohammed B.
- Mohammed Badie
- Mohammed Basindawa
- Mohammed Bedjaoui
- Mohammed Ben Aarafa
- Mohammed Ben Aarafahij
- Mohammed Ben Kalisj Ezab
- Mohammed Ben Sulayem
- Mohammed Bennouna
- Mohammed Benzakour
- Mohammed Bijeh
- Mohammed Bin Zayed Stadion
- Mohammed Bin Zayidstadion
- Mohammed Boqshan
- Mohammed Bouazizi
- Mohammed Boukourna
- Mohammed Boutasaa
- Mohammed Bouyeri
- Mohammed Briouel
- Mohammed Chaara
- Mohammed Chahim
- Mohammed Chaouch
- Mohammed Cheppih
- Mohammed Chodabende
- Mohammed Daif
- Mohammed Daoud Khan
- Mohammed Dauda
- Mohammed Deif
- Mohammed Diab Ibrahim Al-Masri
- Mohammed Diallo
- Mohammed ElBaradei
- Mohammed El Baradei
- Mohammed El Berkani
- Mohammed El Bouzidi
- Mohammed El Habib Fassi Fihri
- Mohammed El Ifrani
- Mohammed El Makrini
- Mohammed El Yaagoubi
- Mohammed El Âdfaoui
- Mohammed Elberkani
- Mohammed Emwazi
- Mohammed Enait
- Mohammed Essad Safvet-Effendi
- Mohammed Fahim
- Mohammed Faizel Ali Enait
- Mohammed Faouzi
- Mohammed Farah
- Mohammed Farah Aidid
- Mohammed Farah Aydid
- Mohammed Farrah Aidid
- Mohammed Fatau
- Mohammed Fawzi
- Mohammed Fellah
- Mohammed Fuseini
- Mohammed Gammoudi
- Mohammed Gapoerov
- Mohammed Gassid
- Mohammed Geleto
- Mohammed Ghalibaf
- Mohammed Ghannouchi
- Mohammed Goelaman
- Mohammed Gulabzoy
- Mohammed Habib N'Diaye
- Mohammed Hamdi
- Mohammed Hatta
- Mohammed Hedayat Mossadeq
- Mohammed Hoessein Tantawi
- Mohammed Hosni Moebarak
- Mohammed Hosni Mubarak
- Mohammed Hosni Said Moebarak
- Mohammed Hussain
- Mohammed Hussein Tantawi
- Mohammed Hussein Tantawi Soliman
- Mohammed I
- Mohammed III (Nasriden)
- Mohammed II al-Faqih
- Mohammed II al-Mahdi
- Mohammed IV
- Mohammed I ibn Nasr
- Mohammed I van Cordoba
- Mohammed I van Córdoba
- Mohammed I van Marokko
- Mohammed Ihattaren
- Mohammed Indimi
- Mohammed Iqbal
- Mohammed Islam Ramdjan
- Mohammed Jabour
- Mohammed Jabri
- Mohammed Jakoeb Khan
- Mohammed Jaraya
- Mohammed Jinnah
- Mohammed Kanno
- Mohammed Karim Khalili
- Mohammed Khair-Eddine
- Mohammed Khatami
- Mohammed Khaïr-Eddine
- Mohammed Khodabanda
- Mohammed Kudus
- Mohammed Merah
- Mohammed Messoudi
- Mohammed Mezghrani
- Mohammed Mian Soomro
- Mohammed Moebarak
- Mohammed Mohandis
- Mohammed Mokhber
- Mohammed Morsi
- Mohammed Mossadegh
- Mohammed Mossadeq
- Mohammed Mourhit
- Mohammed Moustaoui
- Mohammed Muntari
- Mohammed Mursi
- Mohammed Nadir Shah
- Mohammed Nadir Sjah
- Mohammed Nadjiboella
- Mohammed Nadjiboellah
- Mohammed Naguib
- Mohammed Nizam
- Mohammed Noor
- Mohammed Odriss
- Mohammed Omar
- Mohammed Osman
- Mohammed Oulhaj
- Mohammed Ouriaghli
- Mohammed Pahlavi
- Mohammed Qasim Fahim
- Mohammed Qissi
- Mohammed Qutb
- Mohammed Rabbae
- Mohammed Rabiu
- Mohammed Rafi
- Mohammed Rafiq Tarar
- Mohammed Rashid Ridha
- Mohammed Rasnabe
- Mohammed Rayhi
- Mohammed Redouan Jabri
- Mohammed Reza Pahlavi
- Mohammed Reza Pahlavi van Iran
- Mohammed Reza Pahlawi
- Mohammed Reza Shah Pahlavi
- Mohammed Reza Sjah
- Mohammed Rharsalla Khadfi
- Mohammed Riyani
- Mohammed Roem
- Mohammed Rum
- Mohammed Saad al-Beshi
- Mohammed Sacirbey
- Mohammed Sadek
- Mohammed Saeid
- Mohammed Said Amin al-Hoesseini
- Mohammed Said El Ammouri
- Mohammed Said El Ammoury
- Mohammed Said al-Sahaf
- Mohammed Salah al-Din Zaidan
- Mohammed Salisu
- Mohammed Sami Agha
- Mohammed Saufi Mat
- Mohammed Sayyed Tantawi
- Mohammed Saïd al-Sahaf
- Mohammed Shafiek Goelaman
- Mohammed Shah
- Mohammed Shahid
- Mohammed Sidique Khan
- Mohammed Siyad Barre
- Mohammed Sylla
- Mohammed Tahiri
- Mohammed Tchite
- Mohammed Tchité
- Mohammed Tughlaq
- Mohammed V
- Mohammed V-moskee
- Mohammed V-moskee (Fnideq)
- Mohammed V-moskee (Tanger)
- Mohammed VI
- Mohammed VI-moskee (Turijn)
- Mohammed VI (Marokko)
- Mohammed VI (satelliet)
- Mohammed VI Football Academy
- Mohammed VI Museum of Modern and Contemporary Art
- Mohammed VI of Morocco
- Mohammed VI van Marokko
- Mohammed V International Airport
- Mohammed V of Morocco
- Mohammed V van Marokko
- Mohammed V van Turkije
- Mohammed Waheed Hassan
- Mohammed XII
- Mohammed Yunus
- Mohammed Zahir Shah
- Mohammed Zahir Sjah
- Mohammed Zia-ul-Haq
- Mohammed Zia ul-Haq
- Mohammed Zouzou
- Mohammed al-Ajami
- Mohammed al-Badr
- Mohammed al-Fazari
- Mohammed al-Idrisi
- Mohammed al-Mahdi
- Mohammed al-Shafi'i
- Mohammed an-Nasir
- Mohammed awzal
- Mohammed ben Aarafa
- Mohammed ben Da'ud
- Mohammed ben Nayef
- Mohammed ben Nayef Salman
- Mohammed ben Nayef al-Saoed
- Mohammed ben Nayef al-Saoud
- Mohammed ben Nayef al Saoud
- Mohammed bin Laden
- Mohammed bin Nayef
- Mohammed bin Rashid Al Maktoum
- Mohammed bin Rasjid Al Maktoem
- Mohammed bin Salman
- Mohammed bin Saoed
- Mohammed bin Saud
- Mohammed bin Zayed Al Nahyan
- Mohammed bin Zayedstadion
- Mohammed cartoons
- Mohammed el-Baradei
- Mohammed el Baradei
- Mohammed el Senoessi
- Mohammed elberkani
- Mohammed ibn Abd al-Wahhaab
- Mohammed ibn Abdul-Wahhab
- Mohammed ibn Hasan
- Mohammed ibn Jabir al-Harrani al-Battani
- Mohammed ibn Jābir al-Harrānī al-Battānī
- Mohammed ibn Zakariya Razi
- Mohammed ibn al-Chattabi Abd el-Krim
- Mohammed in de film
- Mohammedaan
- Mohammedan Sporting Club
- Mohammedan Sporting Club (Dhaka)
- Mohammedanen
- Mohammedanisering
- Mohammedanisme
- Mohammedcartoon
- Mohammedcartoons
- Mohammedcartoonwedstrijd.
- Mohammedfilms
- Mohammedia
- Mohammedia (prefectuur)
- Mohammedia (provincie)
- Mohammedsafiek Radjab

- Mohamed
- Mohamed-Ali Cho
- Mohamed "MOOGLI" Helal
- Mohamed Abdel Wahed
- Mohamed Abdelkrim El Khattabi
- Mohamed Abdelwahab
- Mohamed Abdou
- Mohamed Abdullahi Farmajo
- Mohamed Abdullahi Mohamed
- Mohamed Abicha
- Mohamed Abo Treka
- Mohamed Aboutreika
- Mohamed Aboutrika
- Mohamed Agounad
- Mohamed Aissaoui
- Mohamed Akharaz
- Mohamed Al-Fayed
- Mohamed Al Habib Fassi Fihri
- Mohamed Ali
- Mohamed Ali (atleet)
- Mohamed Ali Aman
- Mohamed Ali Amar
- Mohamed Ali Bey al-Abed
- Mohamed Ali Bey al-Abid
- Mohamed Ali Camara
- Mohamed Ali Mohamed
- Mohamed Aly
- Mohamed Alí Aman
- Mohamed Alí Aman (Nayim)
- Mohamed Alí Amar
- Mohamed Alí Amar (Nayim)
- Mohamed Aman
- Mohamed Amezian
- Mohamed Amin El-Abbassi El Mahdi
- Mohamed Amin El Abbassi El Mahdi
- Mohamed Amin El Abbassi Elmahdi
- Mohamed Amine
- Mohamed Amine Zidane
- Mohamed Amissi
- Mohamed Amoura
- Mohamed Amroune
- Mohamed Amroune (1989)
- Mohamed Amroune (voetballer)
- Mohamed Amroune (voetballer, 1983)
- Mohamed Amroune (voetballer, 1989)
- Mohamed Amzad Abdoel
- Mohamed Armoumen
- Mohamed Ashruf Karamat Ali
- Mohamed Ataoellah
- Mohamed Awal
- Mohamed Azzouzi
- Mohamed B.
- Mohamed Baghli
- Mohamed Bahari
- Mohamed Bangura
- Mohamed Barakat
- Mohamed Bayo
- Mohamed Bazoum
- Mohamed Bechir-Sow
- Mohamed Bedjaoui
- Mohamed Benchellal
- Mohamed Bennouna
- Mohamed Benyaich
- Mohamed Berte
- Mohamed Betti
- Mohamed Bouamira
- Mohamed Bouazizi
- Mohamed Bouchouari
- Mohamed Boughera El Ouafi
- Mohamed Boughéra El Ouafi
- Mohamed Bouldini
- Mohamed Brahmi
- Mohamed Buya Turay
- Mohamed Camara
- Mohamed Camara (regisseur)
- Mohamed Camara (voetballer, geboren 2000)
- Mohamed Chafik
- Mohamed Chafik (schrijver)
- Mohamed Chakouri
- Mohamed Choukri
- Mohamed Daf
- Mohamed Dahmane
- Mohamed Daif
- Mohamed Daramy
- Mohamed Dennoun
- Mohamed Diame
- Mohamed Diamé
- Mohamed Doekhie
- Mohamed Douik
- Mohamed Dräger
- Mohamed Eddahbi Agounad
- Mohamed El-Baradei
- Mohamed El-Bouazzati
- Mohamed El-Fers
- Mohamed El-Gabas
- Mohamed El-Gabbas
- Mohamed El-Habib Fassi-Fihri
- Mohamed El-Sayed
- Mohamed ElBaradei
- Mohamed El Amine Amoura
- Mohamed El Amine Aouad
- Mohamed El Arouch
- Mohamed El Bachiri
- Mohamed El Baradei
- Mohamed El Gabas
- Mohamed El Gourch
- Mohamed El Habib Fassi-Fihri
- Mohamed El Hankouri
- Mohamed El Makrini
- Mohamed El Shenawy
- Mohamed El Yamani
- Mohamed Elammoury
- Mohamed Elgabas
- Mohamed Elneny
- Mohamed Elyounoussi
- Mohamed Ennaceur
- Mohamed Er Rafai
- Mohamed Essahel
- Mohamed Ezzarfani
- Mohamed Fairuz Fauzy
- Mohamed Faizel Noersalim
- Mohamed Farah
- Mohamed Farah Aidid
- Mohamed Fares
- Mohamed Farrah Aidid
- Mohamed Fawzi
- Mohamed Fawzi Issa
- Mohamed Fawzy
- Mohamed Fedal
- Mohamed Fellag
- Mohamed Fofana
- Mohamed Fouradi
- Mohamed Gammoudi
- Mohamed Ghannouchi
- Mohamed Gharib Bilal
- Mohamed Goelaman
- Mohamed Gouaida
- Mohamed Guezzaz
- Mohamed Guindo
- Mohamed Hamdaoui
- Mohamed Hany
- Mohamed Harrif Saleh
- Mohamed Hegi
- Mohamed Helal
- Mohamed Houdoe
- Mohamed Hussein Tantawi
- Mohamed Ibraahim Warsame
- Mohamed Ibrahim Warsame
- Mohamed Ihattaren
- Mohamed Islam Ramdjan
- Mohamed Kader Meïté
- Mohamed Kallon
- Mohamed Kanno
- Mohamed Kanu
- Mohamed Kasto
- Mohamed Khaldane
- Mohamed Khaldi
- Mohamed Kherrazi
- Mohamed Kone
- Mohamed Koné
- Mohamed Koné (voetballer, 2002)
- Mohamed Koné (voetballer, geboren 2002)
- Mohamed Kourouma
- Mohamed Lagmouch
- Mohamed Lahlali
- Mohamed Lamine Diaby-Fadiga
- Mohamed Loua
- Mohamed Madhar
- Mohamed Mallahi
- Mohamed Manser
- Mohamed Mat Amin
- Mohamed Mbougar Sarr
- Mohamed Megherbi
- Mohamed Messoudi
- Mohamed Mezghrani
- Mohamed Mezouari
- Mohamed Mohandis
- Mohamed Morsi
- Mohamed Mouhli
- Mohamed Mourhit
- Mohamed Moustaoui
- Mohamed Mursi
- Mohamed Nagy
- Mohamed Nagy Gedo
- Mohamed Nahiri
- Mohamed Nasheed
- Mohamed Nassoh
- Mohamed Nazir Datoek Pamontjak
- Mohamed Nizam
- Mohamed Ofkir
- Mohamed Ouahbi
- Mohamed Oufkir
- Mohamed Oukhattou
- Mohamed Ould Abdel Aziz
- Mohamed Oulhaj
- Mohamed Ouriaghli
- Mohamed Ousserir
- Mohamed Rabbae
- Mohamed Rachied Doekhie
- Mohamed Rashid
- Mohamed Rayhi
- Mohamed Ridouani
- Mohamed Rouicha
- Mohamed Safwat
- Mohamed Said Fellag
- Mohamed Salah
- Mohamed Salah El Boukammiri
- Mohamed Salim el-Awa
- Mohamed Sankoh
- Mohamed Saqr
- Mohamed Sarr
- Mohamed Saïd Fellag
- Mohamed Sbihi
- Mohamed Shafiek Goelaman
- Mohamed Shahabuddeen
- Mohamed Shahid
- Mohamed Siad Barre
- Mohamed Simakan
- Mohamed Sini
- Mohamed Sissoko
- Mohamed Soumaré
- Mohamed Taabouni
- Mohamed Tchite
- Mohamed Tchité
- Mohamed Timoumi
- Mohamed Touchassie
- Mohamed V Stadium
- Mohamed Yattara
- Mohamed Zamri Saleh
- Mohamed Zamri Salleh
- Mohamed Zaoui
- Mohamed Zemmamouche
- Mohamed Zidan
- Mohamed el-Baradei
- Mohamed el-Fers
- Mohamed el-Habib Fassi-Fihri
- Mohamed el Baradei
- Mohamed ibn Abdul-Wahhab
- Mohamedaans
- Mohameddanen
- Mohamedsafiek Gowrie
- Mohamedsafiek Radjab

- Muhammad
- Muhammad: The Last Prophet
- Muhammad 'Ali Bay al-'Abid
- Muhammad Abdallah Kounta
- Muhammad Abduh
- Muhammad Akbar Khan
- Muhammad Akmal Nor Hasrin
- Muhammad Ali
- Muhammad Ali Bey al-Abid
- Muhammad Ali Bogra
- Muhammad Ali Pasja
- Muhammad Ali pasja
- Muhammad Alivardi Khan Bahadur
- Muhammad Aslam
- Muhammad Atif Aslam
- Muhammad Bakhtiyar Khilji
- Muhammad Elmi Jumari
- Muhammad Ghori
- Muhammad Ghowri
- Muhammad Ghuri
- Muhammad Hamza Zubaydi
- Muhammad Hassan
- Muhammad Hosni Mubarak
- Muhammad II van Chorasmië
- Muhammad IV
- Muhammad I of Umayyad
- Muhammad Imam Arifin
- Muhammad Ja'far al-Numeiry
- Muhammad Khilji
- Muhammad Kudarat
- Muhammad Mian Soomro
- Muhammad Natsir
- Muhammad Nur Aiman Bin Rosli
- Muhammad Qudarat
- Muhammad Quli Qutb Shah
- Muhammad Saad al-Beshi
- Muhammad Shah
- Muhammad Shah (Mogolkeizer)
- Muhammad Shah II
- Muhammad Shaybani
- Muhammad Siad Barre
- Muhammad Siad Hersi
- Muhammad Siraj-ud-Daulah
- Muhammad Syed
- Muhammad Taqi
- Muhammad Tughluq
- Muhammad V
- Muhammad V van Kelantan
- Muhammad Yamin
- Muhammad Yunus
- Muhammad Zafrulla Khan
- Muhammad Zafrullah Khan
- Muhammad Zaidan
- Muhammad Zia ul-Haq
- Muhammad al-Badr
- Muhammad al-Idrisi
- Muhammad al-Munsif
- Muhammad bin Abdullah al-Mahdi
- Muhammad bin Bakhtiyar Khalji
- Muhammad bin Nayef
- Muhammad bin Qasim
- Muhammad bin Tughlaq
- Muhammad bin Tughluq
- Muhammad bin Tuqhlaq
- Muhammad bin Tuqhluq
- Muhammad ibn Musa al-Khwarizmi
- Muhammad ibn Tughlaq
- Muhammad ibn Tughluq
- Muhammad ibn Tuqhlaq
- Muhammad ibn Tuqhluq
- Muhammad ibn Zakariya Razi
- Muhammad ibn Zakarīya Rāzi
- Muhammad ibn al-Qasim
- Muhammad ibn al Uthaymeen
- Muhammad van Ghor
- Muhammadabad
- Muhammadu Buhari
- Muhammadun rasulullah

- Mohammad
- Mohammad-Reza Khalatbari
- Mohammad-Reza Shafiei Kadkani
- Mohammad Aamer
- Mohammad Adiq Husaini Othman
- Mohammad Ahsan
- Mohammad Al-Sahlawi
- Mohammad Ali
- Mohammad Ali Dimaporo
- Mohammad Ali Khan
- Mohammad Ali Rajai
- Mohammad Amin
- Mohammad Amin El Mahdi
- Mohammad Amin Elmahdi
- Mohammad Amin al-Hoesseini
- Mohammad Asad Malik
- Mohammad Bakri
- Mohammad Barkat Mohab-Ali
- Mohammad Barkat Mohabali
- Mohammad Barkatoellah Mohab-Ali
- Mohammad Barkatoellah Mohabali
- Mohammad Bijeh
- Mohammad Daud Khan
- Mohammad Ghadir
- Mohammad Ghalibaf
- Mohammad Hatta
- Mohammad Hoqouqi
- Mohammad Husein Haykal
- Mohammad Hussein Fadlallah
- Mohammad Ibn Ishaq
- Mohammad Javad Zarif
- Mohammad Karim Khalili
- Mohammad Khatami
- Mohammad Khodabanda
- Mohammad Mohab-Ali
- Mohammad Mohabali
- Mohammad Mokhber
- Mohammad Mossadeq
- Mohammad Natsir
- Mohammad Qasim Fahim
- Mohammad Rafi
- Mohammad Rajablou
- Mohammad Reza Khalatbari
- Mohammad Reza Khanzadeh
- Mohammad Reza Pahlavi
- Mohammad Saufi Mat Senan
- Mohammad Shah
- Mohammad Shahid
- Mohammad Shamsuddin
- Mohammad Shtayyeh
- Mohammad Sidique Khan
- Mohammad Siyad Barre
- Mohammad Sjah Kadjar
- Mohammad Sjah Qajar
- Mohammad Taqi Mesbah Yazdi
- Mohammad Toha
- Mohammad Yamin
- Mohammad Zafrulla Khan
- Mohammad al-Amin-moskee (Beiroet)
- Mohammad bin Salman al-Saoed
- Mohammad van Ghor
- Mohammadabad
- Mohammadabad (Farrukhabad)
- Mohammadabad (Ghazipur)
- Mohammadi
- Mohammadi Chahid
- Mohammadia
- Mohammadia (prefectuur)
- Mohammadia (provincie)